# Ушаков, Сергей Викторович
Серге́й Ви́кторович Ушако́в (род. 27 апреля 1965, Копейск, Челябинская область, СССР) — советский и российский футболист, защитник.

## Карьера
Воспитанник ДЮСШ №1 города Гулькевичи Краснодарского края. Первый тренер — Виктор Андреевич Ушаков. С 1982 года выступал за ставропольское «Динамо». В 1987—1988 годах защищал цвета московского «Динамо». Дебютировал в чемпионате СССР 10 марта 1988 года в матче против ленинградского «Зенита» (3:2). По ходу сезона вернулся в Ставрополь. В 1991 году пополнил ряды «Кайрата». В 1992 году подписал контракт с клубом «Венец». В 1992—2000 годах вновь выступал за ставропольское «Динамо», где был бессменным капитаном команды. Во всех соревнованиях за этот клуб провёл 494 матча, забил 8 мячей. Завершил карьеру в 2002 году, поиграв за «Венец» и «Жемчужину» из Будённовска. В 2006 году сыграл свой прощальный матч в Ставрополе.

## Достижения
- Обладатель Кубка Первой лиги: 1990
- Победитель 3-й зоны Второй лиги: 1984
- Бронзовый призёр 3-й зоны Второй лиги (2): 1982, 1983